# Sitting Down Here
Singles de Lene Marlin
Unforgivable Sinner
(1998) Where I'm Headed
(1999)
Clip vidéo
[vidéo] « Sitting Down Here », sur YouTube
Sitting Down Here est une chanson pop écrite, composée et interprétée par la chanteuse norvégienne Lene Marlin figurant sur son album sorti en 1999, Playing My Game. La chanson est la première piste de l'album, et elle est parue comme son second single, atteignant le top 10 du palmarès des ventes dans plusieurs pays entre 1999 et 2000.
La chanteuse hongkongaise Sandy Lam a enregistré en 2000 une adaptation de la chanson en chinois.

## Classements hebdomadaires
| Classement (1999-2000)                  | Meilleure position |
| --------------------------------------- | ------------------ |
| Allemagne (GfK Entertainment)           | 57                 |
| Australie (ARIA)                        | 54                 |
| Autriche (Ö3 Austria Top 40)            | 38                 |
| Belgique (Flandre Ultratop 50 Singles)  | 44                 |
| Belgique (Wallonie Ultratop 50 Singles) | 31                 |
| Écosse (OCC)                            | 4                  |
| Finlande (Suomen virallinen lista)      | 4                  |
| France (SNEP)                           | 48                 |
| Irlande (IRMA)                          | 6                  |
| Italie (FIMI)                           | 30                 |
| Norvège (VG-lista)                      | 2                  |
| Nouvelle-Zélande (RMNZ)                 | 4                  |
| Pays-Bas (Single Top 100)               | 7                  |
| Royaume-Uni (UK Singles Chart)          | 5                  |
| Suède (Sverigetopplistan)               | 18                 |

## Certifications
| Pays              | Certification | Unités certifiées |
| ----------------- | ------------- | ----------------- |
| Norvège (IFPI)    | 3 × Platine   | 30 000            |
| Royaume-Uni (BPI) | Argent        | 200 000           |

## Crédits du titre
D'après les crédits de la pochette du CD:
- Chant : Lene Marlin
- Producteur : Hans G, Jorn Dahl
- Mixage audio : Richard Lowe
- Assistant ingénieur du son : Dab Bierton
- Guitare : Stray
- Programmation, claviers, piano : Jorn Dahl